# Ostrov modrých delfínů
Ostrov modrých delfínů (v anglickém originále Island of the Blue Doplhin) je dobrodružný román pro mládež z roku 1960 od amerického spisovatele Scotta O'Della. Je založený na skutečném životním příběhu indiánské ženy, pojmenované Juana Maria (před 1811–1853). V románu je vylíčen osamělý život indiánské dívky Karany na rodném Ostrově modrých delfínů, opuštěném zbytkem kmene při jeho přesídlení do Kalifornie. Jde o ostrov San Nicolas (Svatý Mikuláš), jeden z tzv. Kanálových ostrovů (Channel Islands) u kalifornského pobřeží.  
Dílo je považováno za vrchol autorovy tvorby a bylo přeloženo do dvaceti tří jazyků. O'Dell za román obdržel roku 1961 cenu Newbery Medal, každoročně udílenou za význačný příspěvek do americké dětské literatury. Roku 1976 napsal autor pokračování, román Zia, ve kterém je hlavní hrdinkou neteř Karany.

## Obsah románu
Román se odehrává v první polovině 19. století na ostrově San Nicolas (Svatý Mikuláš), který je vzdálený asi devadesát kilometrů od pobřeží Kalifornie a na kterém žijí indiáni kmene Nicoleňo. Jednoho dne se u ostrova objeví aleutští lovci tuleňů a mořských vyder pod vedením ruského kapitána Orlova. Když při odplutí nechtějí indiánům zaplatit dohodnutou cenu za ulovené vydry, dojde k boji, při kterém kmen ztratí dvacet sedm mužů, takže jich zbude pouze patnáct a z toho sedm starců. Padne i otec hlavní hrdinky a vypravěčky románu, dvanáctileté indiánské dívky Karany. 
Nově zvolený náčelník se rozhodne doplavat v kánoi na pevninu, aby tam pro kmen získal nové místo k životu. Výsledkem jeho plavby je, že se u ostrova objeví loď, aby zbylé Indiány odvezla do Kalifornie. Když jsou všichni na lodi, Karana zjistí, že chybí její mladší šestiletý bratr Ramo, který se vrátil do vesnice pro svůj rybářský oštěp. Loď však již na něho nemůže čekat, neboť by se v sílící bouři rozbila o skaliska. Karana proto skočí do vody a doplave zpět na ostrov, aby tam její bratr nezůstal sám. 
Sourozenci marně doufají, že se loď pro ně vrátí. A pak Karana zůstane na ostrově sama, když jejího bratra roztrhají zdivočelí psi. Karana se tak musí naučit práce, které dříve vykonávali muži. Dokáže v sobě přemoci strach, pramenící z kmenové pověry, podle níž se žena nesmí dotknout zbraně. Vyrobí si oštěp, luk a šípy, lovem si opatřuje potravu a postaví si obydlí z velrybích kostí. Když i ji napadnou psi, střelí jejich vůdce šípem do hrudi. Najde ho zraněného, vyléčí jej, pojmenuje jej Rontu a získá tak psího přítele. Po jeho smrti si brzy najde mladého psa, který vypadá jako Rontu, a ochočí si ho.
Místo očekávané lodi se jednoho roku objeví znovu loď aleutských lovců. Karana se před nimi schová v jeskyni a stýká se pouze s dívkou, která lovce doprovází. Uvědomuje si, jak je na ostrově opuštěná, ale když lovci odjíždí, zůstane na ostrově. Zažije tam i zemětřesení i vlnu tsunami. Nakonec je po osmnácti letech nalezena a odvezena do misionářské osady v Santa Barbaře. Tam se také dozví, že loď, která odvezla její soukmenovce do misie, se krátce na to v bouři potopila, a proto se pro ni nikdo nevrátil.

## Filmové adaptace
- Island of the Blue Doplhin (1964, Ostrov modrých delfínů), americký film, režie James B. Clark.

## Česká vydání
- Ostrov modrých delfínů, SNDK, Praha 1965, přeložil Jaroslav Schejbal.